# Pedro María Laxague
Pedro María Laxague (ur. 14 września 1952 w Coronel Pringles) – argentyński duchowny katolicki, biskup Zárate-Campana od 2015.

## Życiorys
Urodził się 14 września 1952 w prowincji Buenos Aires w rodzinie pochodzenia francuskiego. Ma 19 braci, z których jeden jest biskupem. 
Święcenia kapłańskie przyjął 15 lipca 1989. 
Następnie piastował wiele stanowisk w kurii archidiecezji Bahia Blanca. W 1991 został mianowany kanclerzem, a w 2004 wikariuszem generalnym. 
14 listopada 2006 papież Benedykt XVI mianował go biskupem pomocniczym archidiecezji Bahía Blanca oraz biskupem tytularnym Castra Severiana. Sakry biskupiej udzielił mu 21 grudnia 2006 metropolita Bahía Blanca - arcybiskup Guillermo Garlatti.
3 listopada 2015 papież Franciszek mianował go biskupem ordynariuszem diecezji Zárate-Campana. Ingres odbył się 19 grudnia 2015.